# 東京商業流通組合
東京商業流通組合（とうきょうしょうぎょうりゅうつうくみあい）は、東京都内でパチンコ店向けの景品の卸売等を行っている企業等で構成される任意組合。略称はTSR。
同組合の協同組合である東京商業流通協同組合及び事業部門である東京ユニオンサーキュレーション株式会社（とうきょうユニオンサーキュレーション、通称TUC）についても本項目で述べる。
なお1995年（平成7年）には同組合の協同組合部門として東京商業流通協同組合が設立され、一時は業務を協同組合に一本化する方向で検討が進められたが、2018年現在協同組合と任意組合が並存する形が続いている。

## 事業
東京都において、パチンコ店で出玉の交換対象となる景品の中でも、換金性の高い金地金景品を取り扱うことを主目的としている。また統一した買取を行う事業部門としてTUCを運営する。
基本的には同組合に加盟する卸売業者がパチンコ店に金景品を卸し、パチンコ店は客に出玉と引き換えにその金景品を渡す。そして客がその景品を買取窓口（TUCが運営する）に持ち込むとTUCがそれを買い取り、買い取られた景品はTUCから組合を通じて卸売業者に売却される、という形（いわゆる三店方式）でシステムが運営されている。

## 暴力団の関与
元々はパチンコ店の景品に関する暴力団の関与を廃することが主な目的であるため、東京都遊技業協同組合と連携し、パチンコにおける暴力団の関与を廃する活動を行っている。組合及びTUCの上層部には警察関係者が多く天下りしていることも指摘されており、警察とパチンコ店の癒着の温床になっているとの批判も根強い。また、警察官の再就職への求人票には「暴力団排除のため」などとしているが、「実際には暴力団はパチンコ業界にはほとんど関与していない」とする意見もある。

## 歴史
TUCの設立と新交換システムの導入
1990年（平成2年）に東京商業流通組合の買取部門として、「東京ユニオンサーキュレーション株式会社（略称TUC）」を設立した。翌1991年（平成3年）より碑文谷地区を皮切りに同システムによる景品の流通・買取を開始し、2007年（平成19年）8月に麹町地区で導入が行われたのを最後に都内全域で導入が完了した。
金価格高騰による影響と対策
TUCが取り扱う金賞品は2500円(1g)と1000円(0.3g)の2種類であったが、2007年頃より始まった金価格の高騰によって1gの金賞品をTUCに持ち込むよりも地金商に売り渡した方が買い取り値が高くなるという逆転現象が発生した。これに対応するため、2007年11月に1gの金賞品に識別用の特殊シールを貼って、3500円に値上げした。
金価格はその後もさらに上昇を続けているため、下表のように随時金景品の値上げを行っている。この間、2009年（平成21年）に2500円(0.5g)と1000円(0.2g)の金賞品を用いる新システムの試行を始めたがセキュリティ等の問題のため中止された。
| 期間           | 大景品 (1g) | 小景品 (0.3g) | 備考   |
| -------------- | ----------- | ------------- | ------ |
| 2007年10月まで | 2,500円     | 1,000円       |        |
| 2007年11月 -   | 3,500円     | 1,000円       |        |
| 2010年5月 -    | 4,000円     | 1,000円       | [ 7 ]  |
| 2010年12月 -   | 4,000円     | 1,500円       | [ 8 ]  |
| 2011年4月 -    | 5,000円     | 1,500円       | [ 9 ]  |
| 2013年2月 -    | 5,500円     | 1,500円       | [ 10 ] |

ところがこの値上げにより少額の景品交換に問題が生じ、特に近年多くのパチンコ店が導入している低価貸し（1円パチンコなど）の場合に金景品への交換が非常に難しくなるという問題が指摘されるようになった。このため、2013年（平成25年）8月より景品を3種類とした新システムに移行している。
| 期間            | 大景品 (1g) | 中景品 (0.3g) | 小景品 (0.1g) | 備考   |
| --------------- | ----------- | ------------- | ------------- | ------ |
| 2013年8月 -     | 5,500円     | 1,500円       | 1,000円       |        |
| 2019年8月 -     | 5,500円     | 2,500円       | 1,000円       |        |
| 2020年1月 -     | 6,000円     | 2,500円       | 1,000円       |        |
| 2020年2月 -     | 6,500円     | 2,500円       | 1,000円       |        |
| 2020年6月 -     | 7,000円     | 2,500円       | 1,000円       |        |
| 2020年7月 -     | 7,500円     | 2,500円       | 1,000円       | [ 13 ] |
| 2020年8月 -     | 8,000円     | 2,500円       | 1,000円       | [ 13 ] |
| 2022年3月8日 -  | 8,500円     | 2,500円       | 1,000円       |        |
| 2022年3月10日 - | 9,000円     | 3,000円       | 1,000円       |        |
| 2022年4月20日 - | 9,000円     | 4,000円       | 1,000円       |        |
| 2023年12月6日 - | (9,000円)   | 6,000円       | 2,000円       |        |

その後も金価格は上昇を続け、金1gあたりの販売価格が景品として提供できる上限価格（消費税込み10,560円）に接近しつつあるため、2023年より順次1g金景品の買取を中止し、2023年11月13日をもって大景品の供給を停止した。なお代用として、2024年より銀1gの景品を500円で取り扱う予定である。

## 事業部門
- 東京ユニオンサーキュレーション株式会社

### 会社概要
法人登記簿（会社法人等番号0133-01-014659）によれば、事業内容は以下の通りである。
1. 東京商業流通組合員の取扱う貴金属、菓子及び日用品雑貨等の商品の調査、研究及び開発
2. 東京商業流通組合員への貴金属、菓子及び日用品雑貨等の商品の斡旋及び売買
3. 東京商業流通組合員の取扱う貴金属、菓子及び日用品雑貨等の商品の集配、修理及び加工
4. 東京商業流通組合地区部商品集配所の管理及び運営
5. 損害保険代理業、生命保険の募集に関する業務
6. 前各号に附帯関連する一切の事業